# Penrose (Colorado)
Penrose is een plaats (census-designated place) in de Amerikaanse staat Colorado, en valt bestuurlijk gezien onder Fremont County.

## Demografie
Bij de volkstelling in 2000 werd het aantal inwoners vastgesteld op 4070.

## Geografie
Volgens het United States Census Bureau beslaat de plaats een oppervlakte van
86,6 km², waarvan 86,2 km² land en 0,4 km² water.

## Plaatsen in de nabije omgeving
De onderstaande figuur toont nabijgelegen plaatsen in een straal van 24 km rond Penrose.